# MAN NLxx3F
MAN NLxx3F는 1998년부터 MAN에서 내부 코드 A22로 제공 한 10.5 ~ 12.0m 길이의 저층 1층 도시형버스 섀시 시리즈이다. 해당 차량들은 일체형 저층 MAN NLxx3 라이온스 시티 (A21)를 기반으로 한다. 출시 이후 모델들은 NL223F, NL233F, NL243F, NL263F, NL273F, NL283F, NL313F 및 NL323F가 있다. LPG 및 CNG 모델도 존재하며 NL313F CNG가 가장 강력하다.

## 사용 중인 국가

### 유럽

#### 스페인
스페인 마드리드의 EMT 마드리드는 2008년에 총 84대의 NL313F CNG를 출고하였다. 이들은 Castrosua와 Burillo에 의해 제작되었다.
2011년에 5대의 10.4m NL283F와 1대의 Hispano 지역 바디 NL283F가 각각 Santiago de Compostela와 Buñol에서 운영되기 시작했다.

#### 영국
Wrightbus는 처음에 Wright Meridian이라고하는 MAN NL273F의 차체를 개발했다.Wrightbus가 바디를 만든 최초의 MAN 섀시였다. 메리디안 시연 기는 Whitelaws와 함께 서비스를 시작한 코치 & 버스 라이브 2007에서 시작되었다. Regal Busways, Newbury Buses 및 Diamond Bus North West는 각각 영국 전역에서 소수의 Wright Meridian 바디 NL273F를 운영한다. 1도어 모델만 탑재되어 있다.

### 아시아 태평양

#### 싱가포르
싱가포르의 SMRT 버스는 2010년에 SMB138Y로 등록된 12.0m MCV 에볼루션 바디 NL323F 데모를 평가받았다. 성공적인 시험에 이어 SMRT 버스는 ST Kinetics를 통해 200 대의 버스를 출고하였다. 당시 가장 큰 NL323F 주문이었다. 생산형 배치 버스는 Gemilang Coachworks의 라이선스하에 MAN 라이온스 시티 하이브리드를 기반으로 한 차체 디자인으로 차체 설계되었으며 2011년 10월 2일에 운행을 재개하였다. 2013년 SMRT 버스는 첫 번째 배치와 유사한 사양의 버스 202대를 추가 주문했다. 이후 버스의 좌석 구성에 약간의 차이가 있다. 2014년에 332대의 버스를 추가로 주문했으며 이전 모델과 거의 유사한 사양을 가지고 있다.
버스 계약 모델 (BCM)의 일부로 일부 버스 치종은 각각 Bulim, Loyang 및 Seletar 버스 패키지에 따라 타워 트랜싯 싱가포르, 고-어헤드 싱가포르 및 SBS 트랜싯으로 이전되었다. 이 모든 버스는 이후 무성한 녹색 장식으로 재도색되었다. 332대의 순서로 등록 된 마지막 26대의 버스도 운행에 들어가기 전에 무성한 녹색의 상징 도색을 사용한다.
2016년 10월, 싱가포르 국제 운송 회의 및 전시회 (SITCE)에서 3도어 MAN NL323F 컨셉 버스가 전시되었다. MAN 라이온스 시티 SD 3Dr로 판매되는 이 제품은 Gemilang Coachworks의 라이선스에 따라 낮은 엔트리 구성으로 구축 된 MAN 라이온스 시티 하이브리드를 기반으로 수정된 차체 디자인이 특징이다. 버스는 나중에 무성한 녹색 상징으로 칠해져 2017년 6월 19일부터 버스 서비스 190부터 시작하여 SMRT 버스로 6개월 시험 서비스를 시작했다.
2018년 5월 27일, 배출 기준이 유로4인 새로운 MAN NL323F가 새로운 익스프레스 서비스 851e의 출시와 함께 서비스를 시작했다. 새로운 LTA 표준에 따라 이러한 유로4 준수 버스에는 승객 정보 디스플레이 LCD 화면 (PIDS) 및 USB 충전 포트가 장착되어 있으며 SBS 트랜싯, SMRT 버스, 고-어헤드 싱가포르 및 타워 트랜싯 싱가포르에 할당된다. 2021년 9월 5일에 타워 트랜싯 싱가포르에서 Sembawang-Yishun 버스 패키지가 시작되면서 SMRT 및 LTA 저장소에서 몇 대의 MAN NL323F 유로6를 출고하였으며, 이로써 NL323F 유로6 모델은 싱가포르의 4개 버스 운수업체 모두에서 운영할 수 있게 되었다. 그들은 Gemilang Coachworks의 MAN 라이온스 시티 SD 차체에 몸을 입히고 버스 계약 모델에 따라 무성한 녹색 상징으로 도색되었다.

#### 대한민국

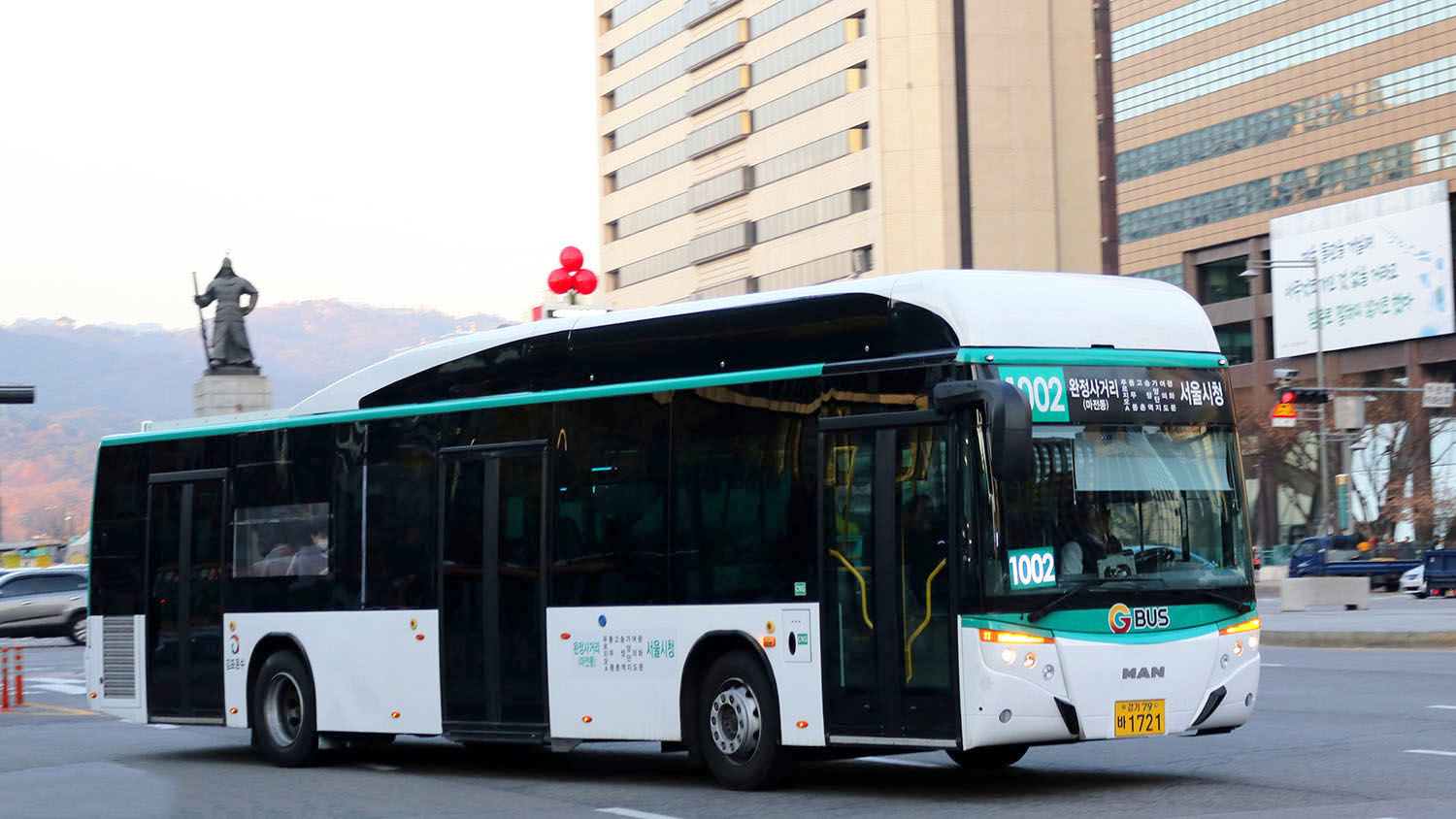
김포운수에서 운행 중인 MAN NL313F

2017년 3월 MAN SE는 제 11회 서울 모터쇼에서 3도어 MAN NL313F CNG 컨셉 버스를 전시했다. MAN 라이온스 시티의 섀시와 다른 디자인을 가진 Castrosua 차체를 특징으로 함에도 불구하고 MAN 라이온스 시티 CNG로 판매되었다.
김포운수는 NL313F CNG의 첫 인도를 받아 2017년 11월 김포시내버스 1002번 노선에서 운행을 시작했다.

### 오스트레일리아
퍼스 공항에서 Carbridge는 MCV 에볼루션 차체와 함께 SMRT 버스용 SMB138Y로 시연 장치였던 싱가포르에서 수입 및 개조된 Gemilang Coachworks MAN NL323F를 운영하고 있다. 해당 차종은 빅토리아주 무니밸리에서 열린 2015 BusVic 유지 보수 컨퍼런스에서 전시되기도 하였다.

### 중동

#### 이스라엘
Dan Bus Company와 Egged는 예루살렘, 텔 아비브 및 하이파에서 NL323F를 운영하고 있다.